# Rubidi
Rubidi là nguyên tố hóa học với kí hiệu Rb và số hiệu nguyên tử 37. Rubidi là một kim loại kiềm rất mềm, có màu trắng xám giống kali và natri. Rubidi cũng là kim loại kiềm đầu tiên trong nhóm có khối lượng riêng nặng hơn nước. Trên Trái Đất, rubidi trong tự nhiên xuất hiện với hai đồng vị: 72% là đồng vị bền 85
Rb, và 28% còn lại là đồng vị phóng xạ nhẹ 87
Rb, với chu kì bán rã là 48,8 tỉ năm–gấp ba lần tuổi của vũ trụ.
Rubidi được hai nhà hóa học người Đức Robert Bunsen và Gustav Kirchhoff đã phát hiện ra vào năm 1861 với kĩ thuật quang phổ phát xạ nguyên tử mới được phát triển khi đó. Tên của nguyên tố xuất phát từ cụm từ tiếng Latin rubidius, nghĩa là đỏ đậm – màu sắc của quang phổ phát xạ nguyên tử của rubidi. Các hợp chất của rubidi có nhiều ứng dụng trong hóa học và điện từ học. Bản thân rubidi rất dễ hóa hơi và có dải phổ hấp thụ thuận lợi, khiến kim loại này thường xuyên trở thành mục tiêu để điều khiển nguyên tử bằng laser. Rubidi không phải nguyên tố khoáng quan trọng với bất cứ sinh vật sống nào, tuy nhiên các ion rubidi có tính chất tương tự các ion kali, và trong các sinh vật nhân thực thì ion rubidi được hấp thụ và xử lý theo cách tương tự ion kali.

## Đặc trưng

### Tính chất vật lý

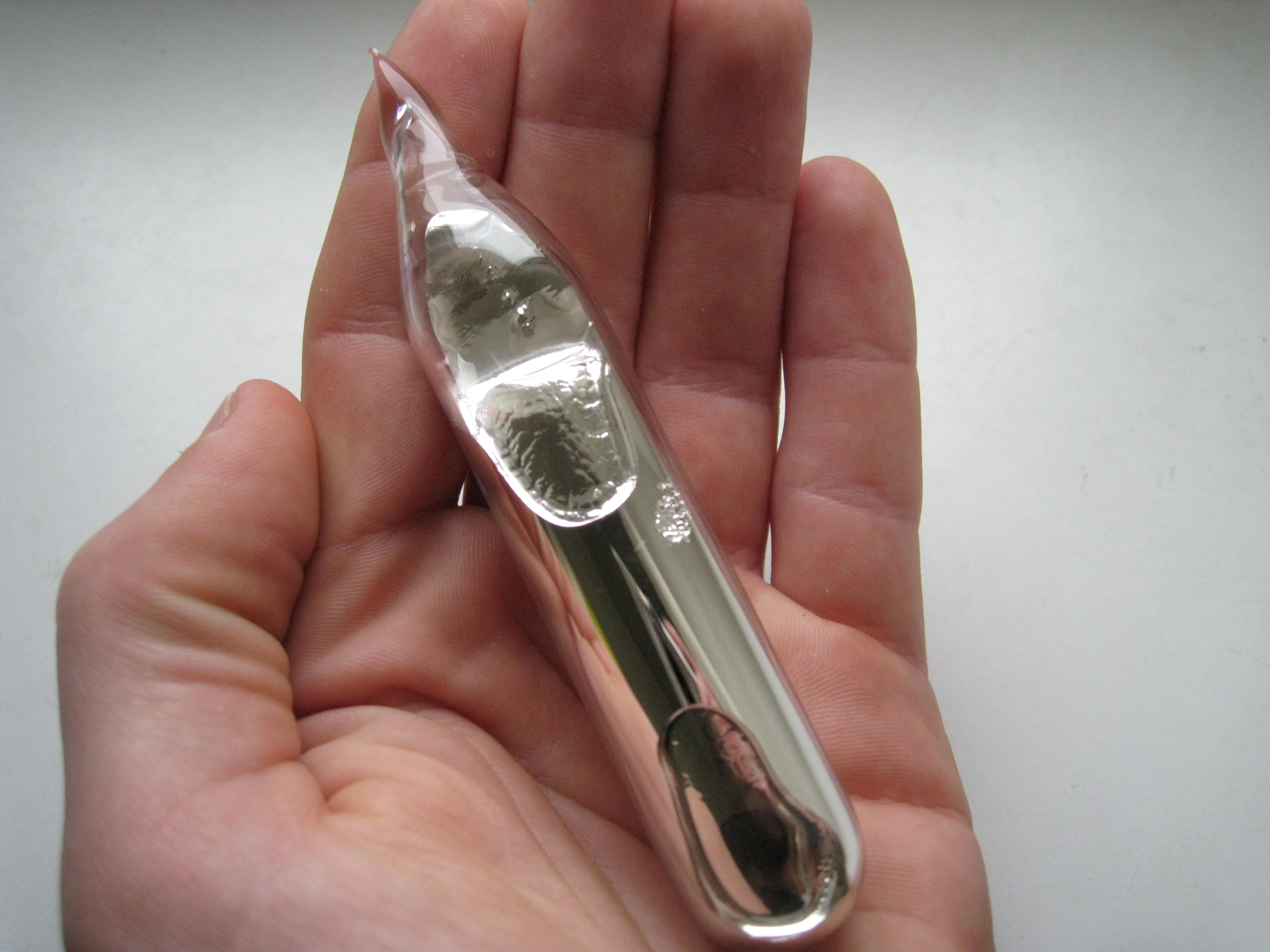
Rubidi hóa lỏng trên tay người.

Rubidi là một kim loại màu trắng xám, mềm và dẻo. Nhiệt độ nóng chảy của Rubidi là 39,3 °C, và nhiệt độ sôi là 688 °C. Rubidi tạo hỗn hống với thủy ngân và tạo hợp kim với vàng, sắt, caesi, natri, và kali, nhưng không tạo hợp kim với lithi (mặc dù rubidi và lithi trong cùng một nhóm). Rubidi và kali khi cháy có màu tím rất giống nhau, do đó cần phải thực hiện các phép thử bằng quang phổ để phân biệt chúng.

### Tính chất hóa học

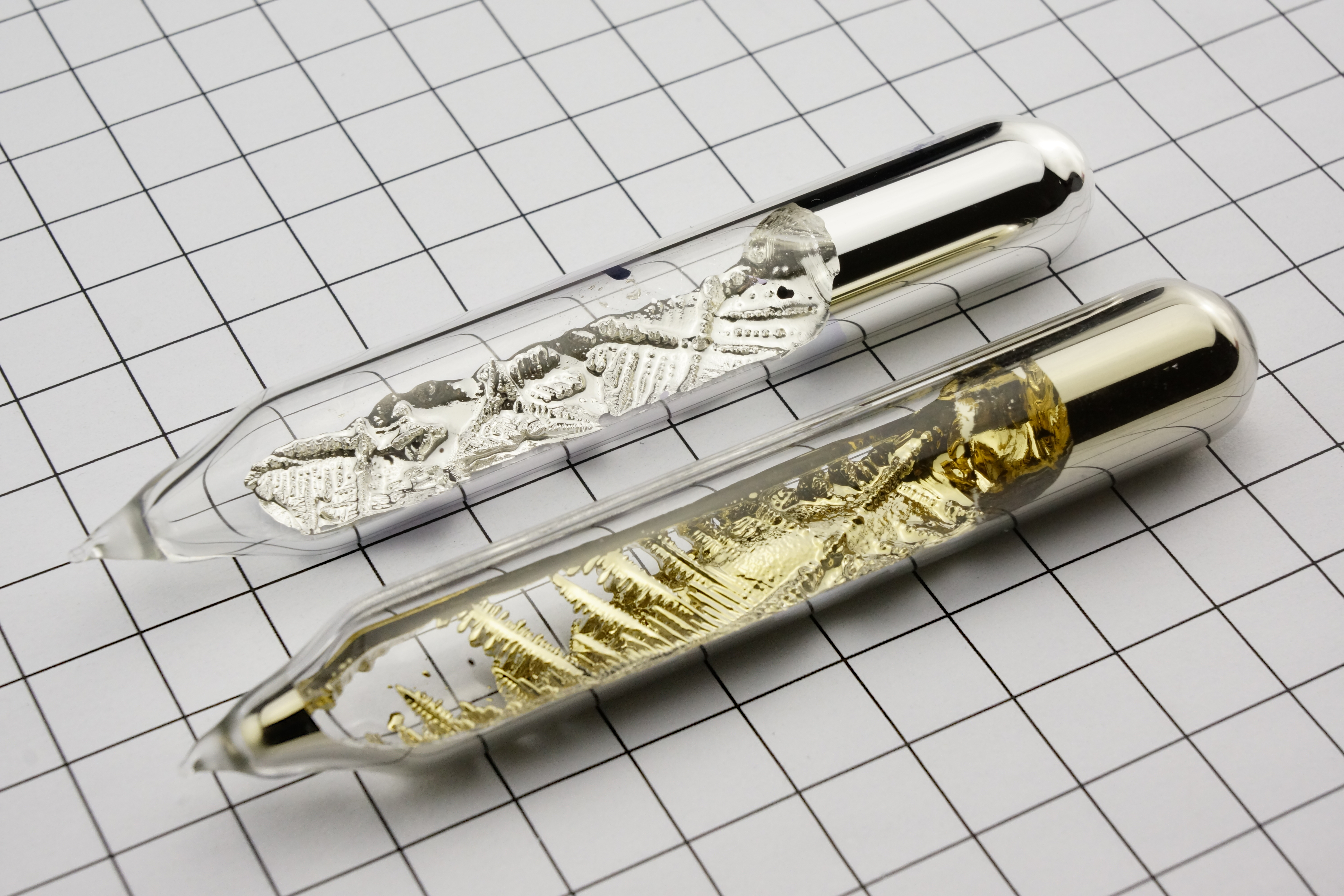
Tinh thể rubidi màu bạc so với tinh thể caesi màu vàng

Rubidi có năng lượng ion hóa rất thấp, chỉ khoảng 406 kJ/mol. Rubidi có cấu hình electron  [Kr]5s1 và nhạy cảm với ánh sáng.:382 Là nguyên tố có độ âm điện thấp thứ hai trong số các kim loại kiềm ổn định (sau caesi, do franci là nguyên tố phóng xạ), rubidi phản ứng dữ dội với nước, tạo ra rubidi hydroxide và khí hidro.:383 Tương tự với phản ứng giữa nước và các kim loại kiềm khác, phản ứng này đủ mãnh liệt để đốt cháy hidro được tạo ra từ chính phản ứng và có thể gây nổ. Rubidi, có khối lượng riêng cao hơn kali, chìm xuống nước và phản ứng mãnh liệt; caesi thì nổ khi tiếp xúc với nước. Tuy nhiên, tốc độ phản ứng của tất cả các kim loại kiềm phụ thuộc vào diện tích bề mặt kim loại tiếp xúc với nước, với những giọt kim loại nhỏ sẽ phản ứng mạnh hơn. Rubidi cũng được ghi nhận có khả năng cháy khi để ngoài không khí.

### Hợp chất

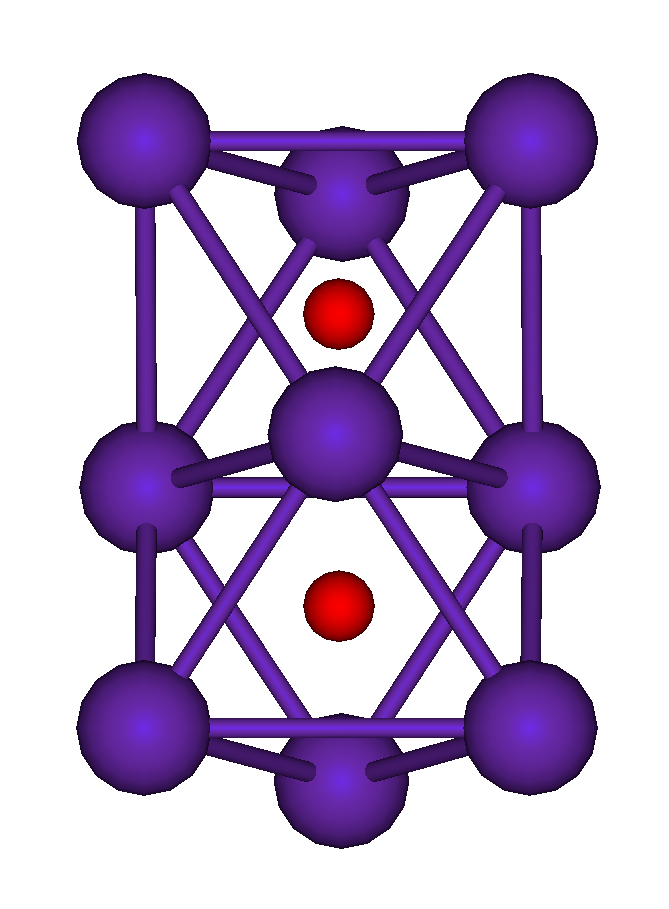
Ô mạng Rb_{9}O_{2}

Rubidi chloride (RbCl) có khả năng là hợp chất rubidi được sử dụng phổ biến nhất: hợp chất được sử dụng để kích thích các tế bào sống tiếp nhận DNA và là chất đánh dấu sinh học vì trong tự nhiên, rubidi có mặt ở một lượng nhỏ trong sinh vật sống và khi xuất hiện thỉ rubidi sẵn sàng giữ và thay thế kali. Các hơp chất phổ biến khác của rubidi như rubidi hydroxide (RbOH), vật liệu ban đầu cho hầu hết các quá trình hóa học gốc từ rubidi; rubidi carbonat (Rb
2CO
3), được sử dụng trong một số thủy tinh quang học, và rubidi đồng sulfat, Rb
2SO
4·CuSO
4·6H2O. Rubidi bạc iodide (RbAg
4I
5) là chất có độ dẫn điện ở nhiệt độ phòng cao nhất trong bất kỳ tinh thể ion đã biết, từ đó được sử dụng trong các loại pin phim mỏng và một vài ứng dụng khác.
Rubidi tạo một số oxide khi tiếp xúc với không khí như rubidi monoxide (Rb
2O), Rb
6O và Rb
9O
2; rubidi trong môi trường giàu oxy tạo thành superoxide RbO
2. Rubidi cũng tạo muối với các halogen như rubidi fluoride, rubidi chloride, rubidi bromide, và rubidi iodide.

### Đồng vị
Rubidi có 24 đồng vị đã biết với rubidi nguồn gốc tự nhiên chỉ là hỗn hợp của 2 đồng vị là 85
Rb (72,2%) và đồng vị  phóng xạ 87
Rb (27,8%). Hỗn hợp thông thường của rubidi có tính phóng xạ nhẹ (khoảng 670 Bq/g), đủ để làm mờ các cuộn phim trong khoảng 110 ngày.:4–30 30 đồng vị rubidi khác với chu kỳ bán rã dưới 3 tháng đã được tổng hợp; phần lớn đều có tính phóng xạ cao và có ít công dụng.
87
Rb có chu kỳ bán rã là 4,88×1010 năm, lâu gấp 3 lần tuổi của vũ trụ, nên được coi là hạt nhân nguyên thủy. Vì dễ dàng thay thế cho kali trong các khoáng vật, nên 87
Rb tương đối phổ biến. Rb đã từng được sử dụng nhiều trong xác định niên đại đá; 87
Rb phân rã thành 87
Sr ổn định bằng cách bức xạ một hạt beta âm. Trong kết tinh phân đoạn, stronti có xu hướng tích lũy trong plagioclase, để lại rubidi trong pha lỏng. Vì vậy, tỷ lệ Rb/Sr trong macma còn sót lại có thể tăng lên theo thời gian, tạo ra trong các loại đá với các tỷ lệ Rb/Sr tăng lên, phụ thuộc vào sự phân dị mácma. Các tỷ lệ cao (từ 10 trở lên) có trong pecmatit. Nếu như lượng stronti ban đầu là đã biết hay có thể ngoại suy ra được thì niên đại của đá có thể xác định bằng cách đo hàm lượng Rb và Sr cũng như tỷ lệ của 87
Sr/86
Sr. Niên đại chỉ có thể chỉ ra chính xác tuổi của khoáng vật nếu như đá đó không bị biến đổi sau này (xem Xác định niên đại bằng Rubidi–Stronti).
Rubidi-82, một trong những đồng vị không tự nhiên của nguyên tố, được tạo ra bằng quá trình bắt giữ electron phân rã của stronti-82–một đồng vị có chu kỳ bán rã 25,36 ngày. Rubidi-82 có chu kì bán rã 76 giây và phân rã bằng quá trình phát xạ positron, tạo ra krypton-82.

## Phổ biến
Rubidi không phải nguyên tố phổ biến; nó là một trong 56 nguyên tố chiếm 0,05% khối lượng vỏ Trái Đất. Nó là nguyên tố phổ biến thứ 23 trong lớp vỏ Trái Đất. Trong tự nhiên, nó có mặt trong các khoáng vật như leucit, pollucit, carnalit và zinnwaldit, có thể chứa tới 1% oxide của rubidi. Lepidolit chứa khoảng 0,3% đến 3,5% rubidi và đây là nguồn thương mại của nguyên tố này. Một số khoáng vật của kali và kali chloride cũng chứa rubidi với khối lượng đáng kể về mặt thương mại.
Nước biển chứa trung bình 125 µg/L rubidi; con số này thấp hơn rất nhiều so với kali (408 mg/L), nhưng cao hơn lượng caesi trong nước biển (0,3 µg/L). Rubidi là nguyên tố phổ biến thứ 18 trong nước biển.:371
Do có bán kính ion lớn nên rubidi là một nguyên tố "không tương hợp." Trong quá trình kết tinh phân đoạn mácma, rubidi tập hợp cùng với nguyên tố tương đồng và nặng hơn caesi trong pha lỏng và kết tinh sau cùng. Do vậy, các mỏ rubidi và caesi lớn nhất là các thân quặng trong đới pecmatit được làm giàu qua quá trình này. Do rubidi thay thế vị trí của kali trong kết tinh mácma, quá trình làm giàu ít ảnh hưởng đến trường hợp của caesi. Các thân quặng trong đới pegmatit chứa một lượng khoáng vật caesi ở dạng pollucit hay các khoáng vật lithi như lepidolit, loại này là một sản phẩm phụ cung cấp rubidi.
Hai nguồn rubidi đáng chú ý nằm trong các trầm tích của pollucit tại hồ Bernic, Manitoba, Canada, và rubiclin ((Rb,K)AlSi
3O
8) được tìm thấy ở dạng tạp chất trong pollucit trên đảo Elba, Ý, với hàm lương rubidi đạt 17,5%. Cả hai nguồn này cũng là nguồn cung cấp caesi.:4–30

## Lịch sử

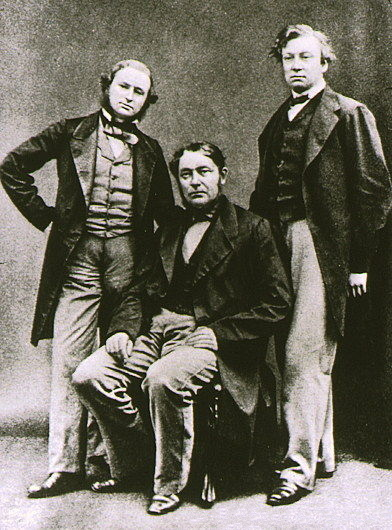
Gustav Kirchhoff (trái) và Robert Bunsen (giữa) phát hiện rubidi bằng quang phổ. (Henry Enfield Roscoe ở bên phải.)

Rubidi được Robert Bunsen và Gustav Kirchhoff phát hiện năm 1861 trong khoáng vật lepidolit bằng cách sử dụng phương pháp phân tích quang phổ. Do quang phổ phát xạ của nguyên tố cho ra các vạch đỏ tươi, nên tên của nguyên tố được chọn từ rubidus, nghĩa là "đỏ thẫm" trong tiếng Latinh.
Rubidi có mặt với lượng nhỏ trong lepidolit. Kirchhoff và Bunsen đã xử lý 150 kg lepidolit nhưng chỉ chứa 0,24% rubidi monoxide (Rb2O). Cả kali và rubidi đều tạo thành các muối không tan với acid chloroplatinic, nhưng các muối này thể hiện mức độ hòa tan hơi khác nhau trong nước nóng. Vì thế, có thể thu được rubidi hexachloroplatinat (Rb
2PtCl
6) ít tan hơn bằng kết tinh phân đoạn. Sau khi khử hexachloroplatinat với hydro, quá trình này tạo ra 0,51 gram rubidi chloride cho các nghiên cứu tiếp theo. Trong lần đầu cô lập các hợp chất caesi và rubidi quy mô lớn, Kirchhoff và Bunsen dùng 44.000 lít nước khoáng để thu được 7,3 gram caesi chloride và 9,2 gram rubidi chloride. Rubidi là nguyên tố thứ hai sau caesi được phát hiện dùng quang phổ, chỉ một năm sau khi Bunsen và Kirchhoff phát minh ra kính quang phổ .
Hai nhà khoa học đã sử dụng rubidi chloride thu được để ước tính khối lượng nguyên tử của nguyên tố mới là 85,36 (giá trị được công nhận hiện nay là 85,47). Họ đã cố gắng tạo ra rubidi nguyên tố bằng cách điện phân nóng chảy rubidi chloride, nhưng thay vì ra được kim loại thì họ nhận được một chất đồng nhất màu xanh theo đó "nhìn bằng mắt thường hoặc kính hiển vi cũng không thấy dấu vết của kim loại". Họ cho rằng đây là một subchloride (Rb
2Cl); tuy nhiên, sản phẩm này có thể là một hệ keo của kim loại và rubidi chloride. Lần thử thứ hai để tạo ra kim loại rubidi, Bunsen đã khử được rubidi bằng cách nung cháy rubidi tartrat. Mặc dù rubidi được chưng cất có khả năng tự bốc cháy, nhưng họ vẫn xác định được tỷ trọng và điểm nóng chảy của rubidi. Chất lượng của nghiên cứu được thực hiện trọng thập niên 1860 có thể được thẩm định bởi độ chính xác của nó: tỉ trọng được xác định chênh lệch dưới 0,1 g/cm³ và điểm nóng chảy nhỏ hơn 1 °C  theo giá trị được công nhận hiện nay.
Tính phóng xạ nhẹ của rubidi đã được phát hiện vào năm 1908, trước khi lý thuyết về đồng vị được xác lập vào thập niên 1910 và hoạt tính thấp là do chu kỳ bán rã dài trên 1010 năm của rubidi nên việc giải đoán trở nên phức tạp. Quá trình phân rã beta đã được chứng minh của 87
Rb thành đồng vị bền 87
Sr vẫn được thảo luận vào cuối thập niên 1940.
Rubidi có giá trị công nghiệp thấp cho tới thập niên 1920. Kể từ đó, ứng dụng quan trọng nhất của rubidi là trong nghiên cứu và phát triển, chủ yếu là các ứng dụng hóa học và điện tử. Năm 1995, rubidi-87 đã được sử dụng để tạo ra ngưng tụ Bose-Einstein; với những phát hiện này, Eric Allin Cornell, Carl Edwin Wieman và Wolfgang Ketterle đã giành giải Nobel vật lý năm 2001.

## Sản xuất
Mặc dù rubidi có nhiều trong vỏ Trái Đất hơn caesi, nhưng do ứng dụng hạn chế và thiếu các quặng giàu rubidi nên việc sản xuất rubidi rất hạn chế, chỉ đạt khoảng 2 đến 4 tấn mỗi năm. Nhiều phương pháp hiện đã được áp dụng để tách rubidi, kali và caesi. Kết tinh phân đoạn phèn rubidi và caesi (Cs,Rb)Al(SO
4)
2·12H2O cần đến 30 bước để thu được phèn rubidi tinh khiết. Hai phương pháp khác đã được đề cập là quy trình clorostannat và quy trình ferrocyanide.
Trong nhiều năm trong khoảng thập niên 1950 đến 1960, một sản phẩm phụ của quá trình khai thác kali – Alkarb – là nguồn rubidi chính. Alkarb chứa 21% rubidi, phần còn lại là kali và một lượng nhỏ caesi. Ngày nay các nhà sản xuất caesi lớn nhất như Tanco Mine, Manitoba, Canada, sản xuất rubidi ở dạng sản phẩm phụ từ pollucit.

## Ứng dụng

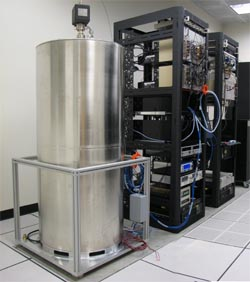
Đồng hồ nguyên tử rubidi tại Đài quan sát Hải quân Hoa Kỳ

Các hợp chất của rubidi đôi khi được sử dụng làm pháo hoa do các hợp chất cháy với màu tía. Rubidi cũng được xem xét sử dụng trong các máy phát nhiệt điện sử dụng nguyên lý từ thủy động lực học, trong đó các ion rubidi được tạo ra bằng cách đốt nóng ở nhiệt độ cao và cho di chuyển qua từ trường. Các ion này dẫn điện và đóng vai trò tương tự như của phần ứng điện trong máy phát điện, vì thế sinh ra dòng điện. Rubidi, đặc biệt là ở dạng hơi 87
Rb, là một trong những nhóm nguyên tử được sử dụng phổ biến nhất trong quá trinh làm lạnh laser và ngưng tụ Bose–Einstein. Các đặc trưng mong muốn của rubidi cho ứng dụng này bao gồm tính phổ biến và giá thành thấp của diode laser với bước sóng thích hợp cùng với nhiệt độ vừa đủ để duy trì áp suất hơi đáng kể. Đối với các ứng dụng nguyên tử lạnh yêu cầu tương tác có thể tùy chỉnh, 85
Rb được ưu tiên vì quang phổ Feshbach phong phú của nó.
Rubidi cũng được dùng để phân cực 3
He, nghĩa là tạo ra một thể tích của khí 3
He đã từ hóa, với các spin hạt nhân cùng hướng về một phía, thay vì ngẫu nhiên. Hơi rubidi được kích thích quang học bởi laser và Rb đã phân cực sẽ phân cực 3
He bằng tương tác siêu tinh tế. Các ô 3
He phân cực spin rất hữu ích trong phép đo sự phân cực neutron và trong quá trình tạo các chùm neutron phân cực cho các mục đích khác.
Yếu tố cộng hưởng trong đồng hồ nguyên tử sử dụng cấu trúc siêu tinh tế của các mức năng lượng rubidi, và rubidi hữu ích cho việc định thời gian với độ chính xác cao. Nó được sử dụng làm thành phần chính của các tham chiếu tần số thứ cấp (bộ dao động rubidi) trong các máy phát tại trạm di động và các thiết bị truyền, kết nối mạng và thử nghiệm điện tử khác. Những chuẩn rubidi này thường được sử dụng với hệ thống vệ tinh định vị toàn cầu để tạo ra "tiêu chuẩn tần số chính" có độ chính xác cao hơn và ít tốn kém hơn các chuẩn caesi. Các chuẩn rubidi như vậy được sản xuất hàng loạt để phục vụ cho ngành viễn thông.
Một số ứng dụng hiện nay hay tiềm năng của rubidi bao gồm chất lưu hoạt động trong các tua bin hơi, chất thu khí trong các ống chân không, và là một bộ phận của điện trở quang. Rubidi cũng được dùng trong một vài loại thủy tinh đặc biệt, trong sản xuất superoxide thông qua đốt cháy trong oxy, trong nghiên cứu các kênh ion kali trong sinh học, và làm hơi trong từ kế nguyên tử. 87
Rb hiện tại được sử dụng, cùng các kim loại kiềm khác, trong phát triển một dạng từ kế là SERF (spin-exchange relaxation-free: trao đổi spin hồi phục tự do).
Rubidi-82 được sử dụng trong chụp cắt lớp phát xạ positron. Rubidi rất giống kali, và mô có hàm lượng kali cao cũng sẽ tích tụ rubidi phóng xạ. Một trong những ứng dụng chính là chụp xạ hình tưới máu cơ tim. Do những thay đổi trong hàng rào máu não ở khối u não, rubidi tích tụ trong khối u não nhiều hơn mô não bình thường, từ đó có thể sử dụng đồng vị phóng xạ rubidi-82 trong y học hạt nhân để xác định vị trí và chụp hình u não. Rubidi-82 có thời gian bán rã rất ngắn: 76 giây, và quá trình điều chế rubidi-82 từ sự phân rã của stronti-82 cần phải được thực hiện gần bệnh nhân.
Tác dụng đối với chứng hưng cảm và trầm cảm của rubidi đã được nghiên cứu. Bệnh nhân chạy thận nhân tạo bị trầm cảm thường cho thấy suy giảm nồng độ rubidi, do đó việc bổ sung rubidi có thể giúp cải thiện tình trạng trầm cảm. Trong một số thử nghiệm, rubidi được dùng dưới dạng rubidi chloride với liều lượng lên tới 720 mg mỗi ngày trong 60 ngày.

## Cảnh báo và vai trò sinh học
Rubidi phản ứng mạnh với nước và có thể gây cháy. Để đảm bảo an toàn và độ tinh khiết của nó, rubidi cần được bảo quản trong dầu khoáng khô, trong chân không hay trong môi trường của các khí trơ. Rubidi tạo thành các peroxide khi tiếp xúc với một lượng không khí nhỏ khi khuếch tán vào trong dầu, và do đó việc lưu trữ phải tuân theo các biện pháp phòng ngừa tương tự việc lưu trữ kim loại kali.
Rubidi, như natri và kali, gần như luôn luôn có trạng thái oxy hóa +1. Cơ thể người có xu hướng coi các ion Rb+
 như là các ion kali, và vì thế tích lũy rubidi trong chất điện giải của cơ thể. Các ion rubidi nói chung không độc hại; một người cân nặng 70 kg chứa trung bình khoảng 0,36 g rubidi, và giá trị này tăng lên 50 đến 100 lần không thể hiện các hiệu ứng tiêu cực ở những người tham gia thử nghiệm. Chu kỳ bán rã sinh học của rubidi ở người là 31–46 ngày. Mặc dù có thể thay thế một phần kali bằng rubidi, nhưng những con chuột có hơn 50% hàm lượng kali bị thay thế trong các tế bào thì tử vong.